# Émeutes nationalistes des 13 et 14 juillet 1870
Les émeutes nationalistes des 13 et 14 juillet 1870, orchestrées à partir du 13 juillet 1870, par le leader prussien Otto von Bismarck, sont un épisode de l'histoire de France, provoqué en France comme en Allemagne par la dépêche d'Ems, et tournées dans chaque pays contre l'autre. Ces émeutes, plus violentes en France qu'en Allemagne, ont précédé de quelques jours la Guerre de 1870.

## Histoire
Depuis mai 1870, le quotidien du soir La France polémiquait avec le Deutsche Allgemeine Zeitung, l'organe de presse officiel d'Otto von Bismarck, chacune des deux publications dénonçant l'activisme militaire de l'autre puissance. La candidature le 21 juin 1870 du prince allemand Léopold de Hohenzollern-Sigmaringen au trône d'Espagne, vacant depuis la révolution de septembre 1868, soulève l'opposition de la France qui craint l'encerclement. Le 12 juillet, Léopold de Hohenzollern-Sigmaringen retire sa candidature. La moitié environ des journaux importants de France estimèrent que cette renonciation devait mettre fin au conflit.
Mais le lendemain, le 13 juillet 1870, en France comme en Allemagne, la presse rapporte une conversation courtoise entre l'ambassadeur de France et le roi de Prusse, dans les allées du parc d'une station thermale à Bad Ems, au cours de laquelle la France demande confirmation du fait que Léopold de Hohenzollern-Sigmaringen retire sa candidature.
Une partie de la presse, en France comme en Allemagne, présente cette conversation comme un incident diplomatique. Bismarck décide alors de faire imprimer puis distribuer gratuitement dans les rues de Berlin plusieurs milliers d'exemplaires d'un numéro spécial du Deutsche Allgemeine Zeitung. Le journal affiche en première page une caricature présentant l'ambassadeur de France en train d'humilier et harceler le roi de Prusse. 
Dans la soirée, des manifestations ont lieu aussi à Paris, à la Petite Bourse, organisée par les coulissiers près de l'Opéra Le Peletier. Une "agitation extrêmement belliqueuse régnait non seulement parmi la foule compacte amassée à la Petite Bourse du passage de Opéra Le Peletier, mais dans tous les cafés depuis la Madeleine jusqu'à la Bastille", rapporte le correspondant du Journal de Bruxelles et une manifestation de 700 étudiants arrive du Quartier latin, avec un drapeau sur lequel est inscrit "À bas la Prusse, vengeons-nous !".
"Des bandes d'étudiants et d'ouvriers, précédés de drapeaux tricolores, marchaient en bon ordre au milieu de cette foule immense, que les voitures avaient renoncé à traverser ; les omnibus qui font le service de la Bastille à la Madeleine avaient changé leur itinéraire et prenaient par la rue Drouot, la rue de Provence, la rue La Fayette et la place du Nouvel-Opéra. Devant les casernes, des vivats interminables ont attiré aux fenêtres les soldats, qui ont répondu par les mêmes cris. Rue de Lille, peu s'en est fallu que les portes de l'ambassade de Prusse ne fussent enfoncées" constate aussi le correspondant du Journal de Bruxelles.
Le 14 juillet, lendemain de ces manifestations, Bismarck envoie une circulaire administrative aux ambassadeurs partout en Europe. Les manifestations de la veille les ont conditionnés, pour influer sur leur lecture des faits. Elle est aussi télégraphiée aux journaux allemands et français et certains modifient le texte pour le rendre encore plus méprisant.
À la Bourse de Paris, qui termine alors sa séance à trois heures, la nouvelle du refus d'audience de Vincent Benedetti, ambassadeur français en Prusse et ami personnel de l'empereur Napoléon III, contribua pour une bonne part à l'effondrement des cours selon les descriptions de la séance boursière du 14 juillet dans Le Figaro : 'On s'est laissé aller presque immédiatement au découragement le plus absolu, sous l'influence des bruits qui circulaient de toutes parts. On disait que le roi de Prusse avait refusé de recevoir M. Benedetti, et que le gouvernement prussien ne ferait aucune espèce de concession".
Juste après, La France affirme, dans son édition du 14 juillet au soir, que le gouvernement français s'apprête à réagir par une déclaration de guerre à l'incident diplomatique, ce qui déclenche des manifestations à Paris. Il estime que c'est à sa version des faits de l'incident diplomatique que "le public semble s'attacher de préférence", observe le journal, dans une édition mise sous presse peu après trois heures et demie de l'après-midi.. La foule s'en prend à l'ambassade de Prusse, dont les vitres volent. Le ministre de la Guerre rappelle les réservistes, le soir même, prélude à la Guerre de 1870.
Le 2 septembre 1870, à Sedan, Napoléon III s'incline devant son vainqueur, le roi de Prusse, qui voulut le réconforter en lui déclarant, que le Français n'avait pas voulu la guerre. « Vous avez parfaitement raison », répondit l'Empereur, « mais l'opinion publique m'y a forcé ».